# Norafin Industries
Die Norafin Industries (Germany) GmbH ist einer der wichtigsten Hersteller von Vlieseinlagen für die Feuerschutzbekleidung. Das mittelständische Unternehmen fertigt seit den 1980er-Jahren technische Textilien im Erzgebirge.

## Geschichte
Seit den 1980er-Jahren ist die Marke Norafin im Markt etabliert. Das Unternehmen entwickelte in den 1980er-Jahren in Zusammenarbeit mit dem Forschungsinstitut für Textiltechnologie (FIFT), dem heutigen Sächsischen Textilforschungsinstitut (STFI) in Chemnitz, die erste Wasserstrahlanlage Europas (siehe auch Geschichte Vliesstofffertigung).
Bereits 1976 begannen die Entwicklungsarbeiten zur „Vliesstoffverfestigung durch Faserstoffverwirbelung – FINORA“ im Forschungsinstitut in Chemnitz. FINORA steht dabei als Abkürzung für "Fift nonwoven rotare a aquae" und beinhaltet zum einen den Namen der Forschungseinrichtung sowie den englischen Begriff für Vlies und den lateinischen Begriff für „rotierendes/drehendes Wasser“. Damit sich das Vlies optimal verfestigt, wurden parallele gebundene Faserabschnitte von verwirbelten Faseranteilen umwickelt.
Ein weiterer Produktionsschritt besteht darin, dass das Material mehrere aufeinander folgende Düsenbalken passiert. 1978 wurde das erste Funktionsmodell mit einer Düsenbalkenbreite von 50 mm entwickelt, woraufhin 1980 eine Eigenbau-Laboranlage im FIFT errichtet wurde. 1983 wurde schließlich ein Patent für „Düsenbalken an einer Vorrichtung zur hydrodynamischen Faserstoffverwirbelung“ eingereicht.
1982 begann die Planung und Standortsuche für eine Pilot- und Produktionsanlage zusammen mit dem Kombinat Technische Textilien Karl-Marx-Stadt. Daraufhin wurde 1983 im Werk VEB Technotex in Wiesenbad der Aufbau der Finora-Produktionsanlage in Angriff genommen, die 1984 als erste Wasserstrahllinie Europas in Betrieb ging. Mit einer Arbeitsbreite von 2200 mm, vier Verfestigungstrommeln und 16 Düsenbalken wurde eine Produktionsgeschwindigkeit von 50 Metern pro Minute erreicht. Aufgrund markenrechtlicher Bedenken erfolgte die Umbenennung des Projektes Mitte der 1980er-Jahre in NORAFIN.
Nach der politischen Wende 1989 wurde der VEB Technotex abgewickelt, woraufhin 1991 die Privatisierung des Betriebes in der Gründung der Verband- und Vliesstoff GmbH mündete. 1995 erfolgte die Umfirmierung zur Norafin Vliesstoff GmbH. In Wiesenbad wurden bis 1999 Einlagevliesstoffe, Schichtträger für die Kunstlederindustrie, Vliesstoffkompressen aus Viskose sowie Vliesstoffe für die Elektroindustrie zur Isolation von Motoren hergestellt. 1997 begann der Aufbau eines neuen Vliesstoffwerkes in Mildenau. In einem ersten Schritt wurde eine Nadelvliesanlage in Betrieb genommen, 1998 startete hier die erste Wasserstrahlanlage. 2013 wurde die zweite Wasserstrahllinie eingeweiht. Das Unternehmen konzentrierte sich zunehmend auf die Herstellung technischer Spezialvliesstoffe und ist heute als Anbieter von hochwertigen technischen Textilien im Markt etabliert. Seit Dezember 2020 stellt Norafin unter anderem zertifizierte FFP-2-Masken her.

## Das heutige Unternehmen
Heute stellt das Unternehmen technische Vliesstoffe auf Naturfaserbasis oder auf Basis chemischer Hochleistungsfasern her und ist im Schutzkleidungsbereich, in der Filtration oder in der Composite-Industrie tätig. Mittels Nadel- und Wasserstrahltechnologie werden Vliesstoffe aus Viskose- und Polyesterfasern sowie aus Hochleistungsfasern wie meta- und para-Aramiden, Polyimiden, Polytetrafluorethylen und Naturfasern wie Flachs gefertigt. Die Norafin Industries (Germany) GmbH hat ihren Hauptsitz in Mildenau, führt eine Außenstelle in Baden-Württemberg sowie ein Vertriebsbüro im amerikanischen Asheville.

## Auszeichnungen
- Preisträger des Großen Preises des Mittelstandes der Oskar-Patzelt-Stiftung 2015[9]
- Nominierung für den Sächsischen Staatspreis für Innovation 2015[10]
- Auszeichnung der amerikanischen Stiftung für Technische Textilien IFF für die Produktneuheit Norafin Komanda® (2014)[11]
- Auszeichnung des Geschäftsführers als Botschafter des Erzgebirges im Juli 2013[12]
- Gewinner des Interior Innovation Award 2012 (Rat für Formgebung)[13]